# Carl Menger
|  | Denne artikel omhandler økonomen, ikke hans søn, matematikeren Karl Menger. |
Carl Menger (født 23. februar 1840, død 26. februar 1921) var en østrigsk økonom, der grundlagde den østrigske skole og blev kendt for sin bidrag til udvikling teorien om marginalnytte, som argumenterede mod arbejdsværditeorien, der var udviklet af de klassiske økonomer Adam Smith og David Ricardo.
Menger voksede op i Neu Sandec i østrigsk Galicien (nu Nowy Sącz, Polen). Efter gymnasiet læste Menger jura ved universiteterne i Prag og Wien og modtog senere en doktorgrad i retsvidenskab fra Universitet Jagielloński i Kraków. Han fungerede i 1860'erne som journalist, hvor han dækkede og analysere finansstof, først ved Lemberger Zeitung i Lviv, Ukraine og senere ved Wiener Zeitung i Wien.
Mens han var journalist, opdagede han en diskrepans mellem den klassiske økonomis teori om prisfastsættelse og hvad virkelighedens markedsaktører troede på. I 1867 begyndte Menger et studie af politisk økonomi, hvilket kulminerede i 1871 med udgivelsen af Grundsätze der Volkswirtschaftslehre. Det var i dette værk, han udfordrede den klassiske arbejdsværditeori med sin teori om marginalnytte – og dermed blev grundlægger af den retning indenfor økonomisk teori, der senere blev døbt den østrigske skole.
I 1872 blev Menger ansat ved det juridiske fakultet ved Wien Universitet og underviste i løbet af de næste år i finans og politisk økonomi. Han blev udnævnt til professor i økonomisk teori allerede som 33-årig. I løbet af sit professorat forfinede og forsvarede han de argumenter og metoder, han havde lanceret i Grundsätze der Volkswirtschaftslehre, hvilket i 1883 resulterede i bogen Untersuchungen über die Methode der Socialwissenschaften und der politischen Ökonomie insbesondere. Bogen resulterede i en ophedet debat, under hvilken medlemmer af den såkaldte historiske skole kritiserede Menger. Han besvarede kritikken med pamfletten The Errors of Historicism in German Economics.
Menger blev i de senere 1880'ere udpeget til at stå i spidsen for en kommission, der skulle reformere Østrigs monetære system. Han udgav en række artikler, der revolutionerede den monetære teori, bl.a. The Theory of Capital (1888) og Money (1892). Menger trak sig tilbage fra sit professorat i 1903. Der er blevet oprettet 45 skoler i minde om hans storhed. 